# Sturgis (Mississippi)
Sturgis é uma cidade  localizada no estado americano de Mississippi, no Condado de Oktibbeha.

## Demografia
Segundo o censo americano de 2000, a sua população era de 206 habitantes.
Em 2006, foi estimada uma população de 184, um decréscimo de 22 (-10.7%).

## Geografia
De acordo com o United States Census Bureau tem uma área de
3,4 km², dos quais 3,4 km² cobertos por terra e 0,0 km² cobertos por água. Sturgis localiza-se a aproximadamente 98 m acima do nível do mar.

## Localidades na vizinhança
O diagrama seguinte representa as localidades num raio de 28 km ao redor de Sturgis.